# Supercoupe du Portugal de rugby à XV
La Supercoupe du Portugal de rugby à XV est une compétition de rugby à XV entre des clubs portugais. Elle oppose le vainqueur du championnat et celui de la coupe.

## Historique
Créée en 1988, elle porte le nom de Torneio 5 Outubro, puis change de nom en Super Taça.

## Palmarès-Finales
| Date              | Vainqueur du championnat | Score   | Vainqueur de la coupe | Lieu                                                        |
| ----------------- | ------------------------ | ------- | --------------------- | ----------------------------------------------------------- |
| 1988              | SL Benfica               | 10 - 16 | Académica             |                                                             |
| 1989              | CDUL                     | 57 - 3  | CF Belenenses         |                                                             |
| 1990              | CDUL                     | 21 - 7  | Académica             |                                                             |
| 1991              | SL Benfica               | 3 - 47  | GDS Cascais           |                                                             |
| 1992              | GDS Cascais              | 57 - 12 | SL Benfica            |                                                             |
| 1993              | GDS Cascais              | 32 - 6  | CDUL                  |                                                             |
| 1994              | GDS Cascais              | 8 - 17  | Técnico               |                                                             |
| 1995              | GDS Cascais              | 34 - 10 | Académica             |                                                             |
| 1996              | GDS Cascais              | 14 - 20 | Académica             |                                                             |
| 1997              | Académica                | 3 - 29  | GDS Cascais           |                                                             |
| 1998              | Técnico                  | 12 - 17 | Agronomia             |                                                             |
| 1999              | Direito                  | 30 - 19 | Agronomia             |                                                             |
| 2000              | Direito                  | 23 - 13 | Agronomia             |                                                             |
| 5 octobre 2001    | SL Benfica               | 8 - 24  | CF Belenenses         |                                                             |
| 5 juillet 2002    | Direito                  | 25 - 7  | Agronomia             |                                                             |
| 5 octobre 2003    | CF Belenenses            | 41 - 12 | CDUP                  |                                                             |
| 5 octobre 2004    | Académica                | 7 - 50  | Direito               | Estádio Universitario, Lisbonne                             |
| 2005              | Direito                  | 16 - 18 | CF Belenenses         |                                                             |
| 14 octobre 2006   | Direito                  | 33 - 25 | Agronomia             | Estádio Nacional do Jamor campo A, Oeiras                   |
| 1er novembre 2007 | Agronomia                | 25 - 14 | CDUP                  | Estádio Sérgio Conceição, Taveiro                           |
| 27 septembre 2008 | CF Belenenses            | 3 - 39  | Direito               | Estádio Universitario, Lisbonne                             |
| 5 octobre 2009    | Direito                  | 16 - 6  | Agronomia             | Estádio Nacional do Jamor campo A, Oeiras                   |
| 5 octobre 2010    | Direito                  | 26 - 23 | Agronomia             | Estádio Nacional do Jamor campo A, Oeiras                   |
| 5 octobre 2011    | Direito                  | 10 - 35 | Agronomia             | Estádio Nacional do Jamor, Oeiras                           |
| 5 octobre 2012    | CDUL                     | 45 - 11 | Agronomia             | Estádio Nacional do Jamor campo de Honra, Oeiras            |
| 28 septembre 2013 | Direito                  | 14 - 8  | CDUL                  | Estádio Nacional do Jamor campo A, Oeiras                   |
| 27 septembre 2014 | CDUL                     | 15 - 33 | Direito               | Estádio Nacional do Jamor campo A, Oeiras                   |
| 26 septembre 2015 | CDUP                     | 25 - 9  | CDUL                  | Estádio Nacional do Jamor campo A, Oeiras                   |
| 5 octobre 2016    | Direito                  | 9 - 17  | Agronomia             | Estádio Nacional do Jamor campo A, Oeiras                   |
| 2017              | CDUL                     | 10 - 29 | Agronomia             | -                                                           |
| 5 octobre 2018    | CF Belenenses            | 30 - 20 | Académica             | Complexo Desportivo Caldas Rainha campo A, Caldas da Rainha |

## Bilan par club
| Club          | Titre(s) | Premier(s) - Dernier(s) |
| ------------- | -------- | ----------------------- |
| GD Direito    | 10       | 1999-2014               |
| Agronomia     | 5        | 1998-2017               |
| GDS Cascais   | 5        | 1991-1997               |
| CF Belenenses | 4        | 2001-2018               |
| CDUL          | 3        | 1989-2012               |
| Académica     | 2        | 1988-1996               |
| CDUP          | 1        | 2015                    |
| Técnico       | 1        | 1994                    |